# Hubert Reginald Evans
Pour les articles homonymes, voir Evans.
Hubert Reginald Evans est un auteur canadien (1892 - 16 juin 1986) dont le plus célèbre ouvrage demeure O Time in Your Life, un roman racontant ses souvenirs d'enfance dans l'Ontario rural au début du XXe siècle.